# Hydroxyméthylglutaryl-CoA lyase
L'hydroxyméthylglutaryl-CoA lyase est une lyase qui catalyse la réaction :
(S)-3-hydroxy-3-méthylglutaryl-CoA  {\displaystyle \rightleftharpoons }  acétyl-CoA + acétylacétate.
Cette enzyme mitochondriale a un rôle majeur dans la digestion comme étant indispensable à la dégradation des protéines et des acides gras. Elle intervient notamment dans la cétogenèse dans le foie, ainsi que dans la biosynthèse de la leucine.

Réactions de la cétogenèse.